# Hasselblad
Victor Hasselblad AB, ou simplesmente Hasselblad, é uma empresa fabricante de câmaras e material fotográfico com sede na cidade de Gotemburgo, na Suécia. Foi fundada por Victor Hasselblad em 1941, e é conhecida pela sua famosa câmera Hasselblad.
Conta com mais de 200 empregados, e tem a sua produção e desenvolvimento localizados em Lindholmen, em Gotemburgo.
O momento de maior celebridade para a companhia ocorreu durante o Projeto Apollo, quando modelos modificados de câmaras Hasselblad foram utilizados pelos astronautas para fotografar a lua e outros corpos celestes. Entre as fotografias famosas tiradas com câmeras Hasselblad, estão a chegada do Homem à lua em  1969, a capa do disco Abbey Road dos Beatles, Aladdin Sane de David Bowie, Steve Jobs, os últimos presidentes dos Estados Unidos por Marco Grub, a vida inicial no ventre materno de Lennart Nilsson.
Pela Fundação Hasselblad (em inglês: Hasselblad Foundation) é entregue desde 1980 o prêmio internacional de fotografia Hasselblad.
Em Janeiro de 2017 a empresa foi comprada pelo fabricante chinês de drones Dji.

## Galeria

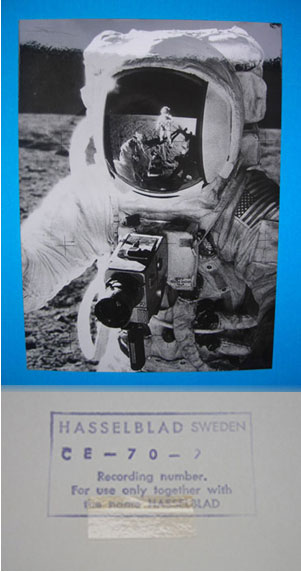
Chegada do Homem à Lua
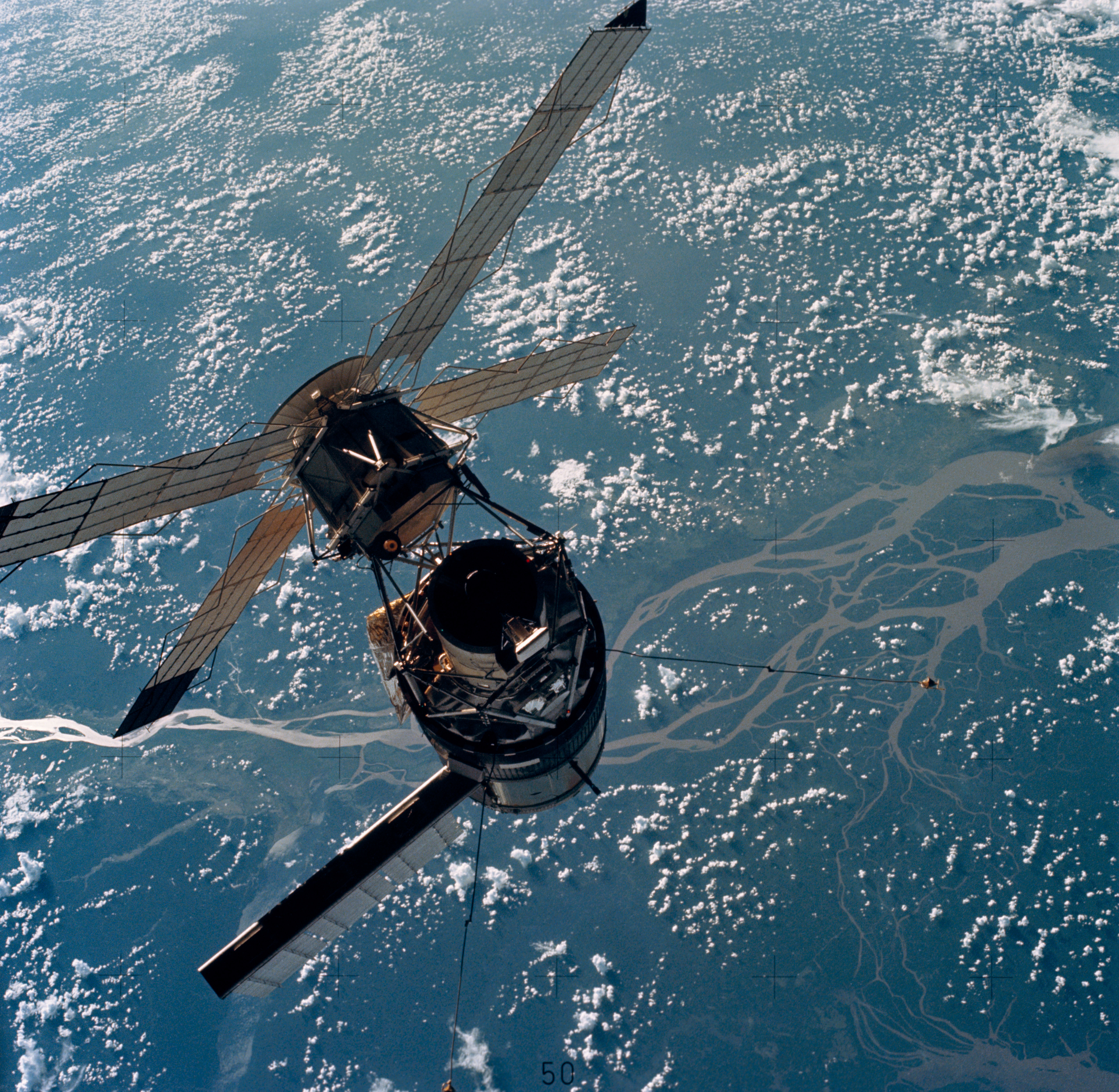
A estação espacial Skylab
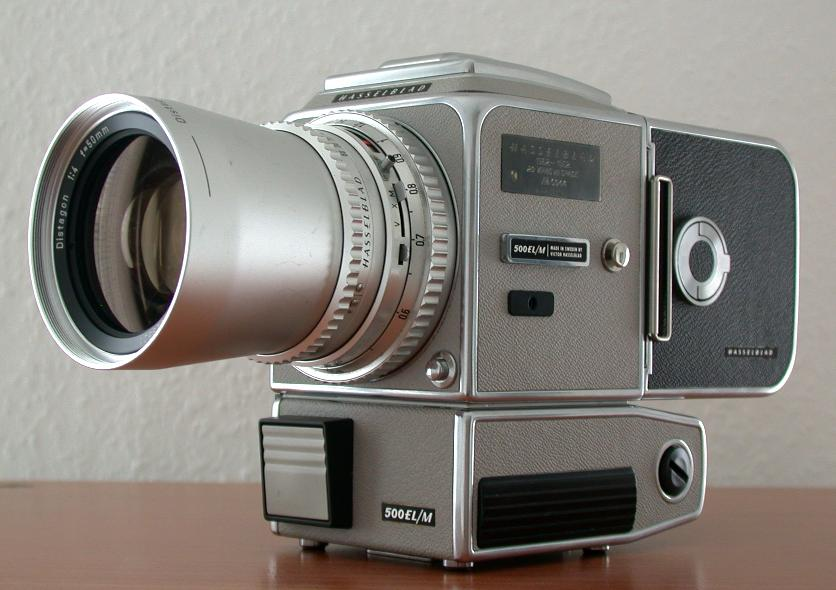
A câmera Hasselblad 500 EL/M, usada no Programa Apolo